# Iveco Zeta
Iveco Zeta i Iveco TurboZeta – samochody ciężarowe klasy średniej (o ładowności od 2,5 do 6,5 ton) produkowane w latach 1977–1991 w wielu odmianach nadwozi i silników. Wersje licencyjne powstają do dziś.

## Charakterystyka
Iveco Zeta zastąpiły wcześniejsze modele OM Lupetto oraz być może inne modele firm tworzących koncern Iveco.
Stosowano kabiny 3 i 7 osobowe. Początkowo dostęp do silnika był z kabiny, ale w miarę rozwoju konstrukcji przebudowano kabinę na ręcznie odchylaną. Wygląd zewnętrzny również ulegał zmianie. Reflektory z okrągłych zyskały kształt prostokątny, zderzak z blaszanej wytłoczki zmienił się w plastikowy z miejscem na dodatkowe światła, zmieniono sposób otwierania atrapy, dodano plastikowe osłony stopni oraz dodano spoilery na przedniej ścianie. Zmieniono również nadkola z blaszanych na plastikowe poszerzone. Wnętrze kabiny było bardzo nowoczesne i wygodne. Całkowity brak tunelu to rzadkość nawet w obecnych pojazdach. W miarę rozwoju modernizowano również instalację elektryczną. Pierwsze modele nie były wyposażone w żadne przekaźniki, każda kolejna wersja miała ich coraz więcej.
Stosowano silniki wysokoprężne, 4-cylindrowe o pojemności 3,9 dm³ D/tD/tDi bądź 4,5 dm³ D oraz 6-cylindrowe 5.8 dm³ D/tD/tDi.
Układy hamulcowe były hydrauliczne ze wspomaganiem podciśnieniowym oraz hydrauliczno-pneumatyczne. Tylna oś zawsze była wyposażona w hamulce bębnowe o szerokości bębna 8-10-12 cm, natomiast przednia w zależności od modelu w bębny tak jak z tyłu albo w nowszych wersjach w tarcze takie jak w Iveco EuroCargo.
Pomysłowość konstruktorów nadwozi była duża, gdyż z fabryk wyjeżdżały Zety w wersjach takich jak bus, podwozie od zabudowy, a nawet jako ciągniki siodłowe, np. wersja 50OM10. Modele TurboZeta napędzane silnikami z turbodoładowaniem były produkowane począwszy od 1987 roku.

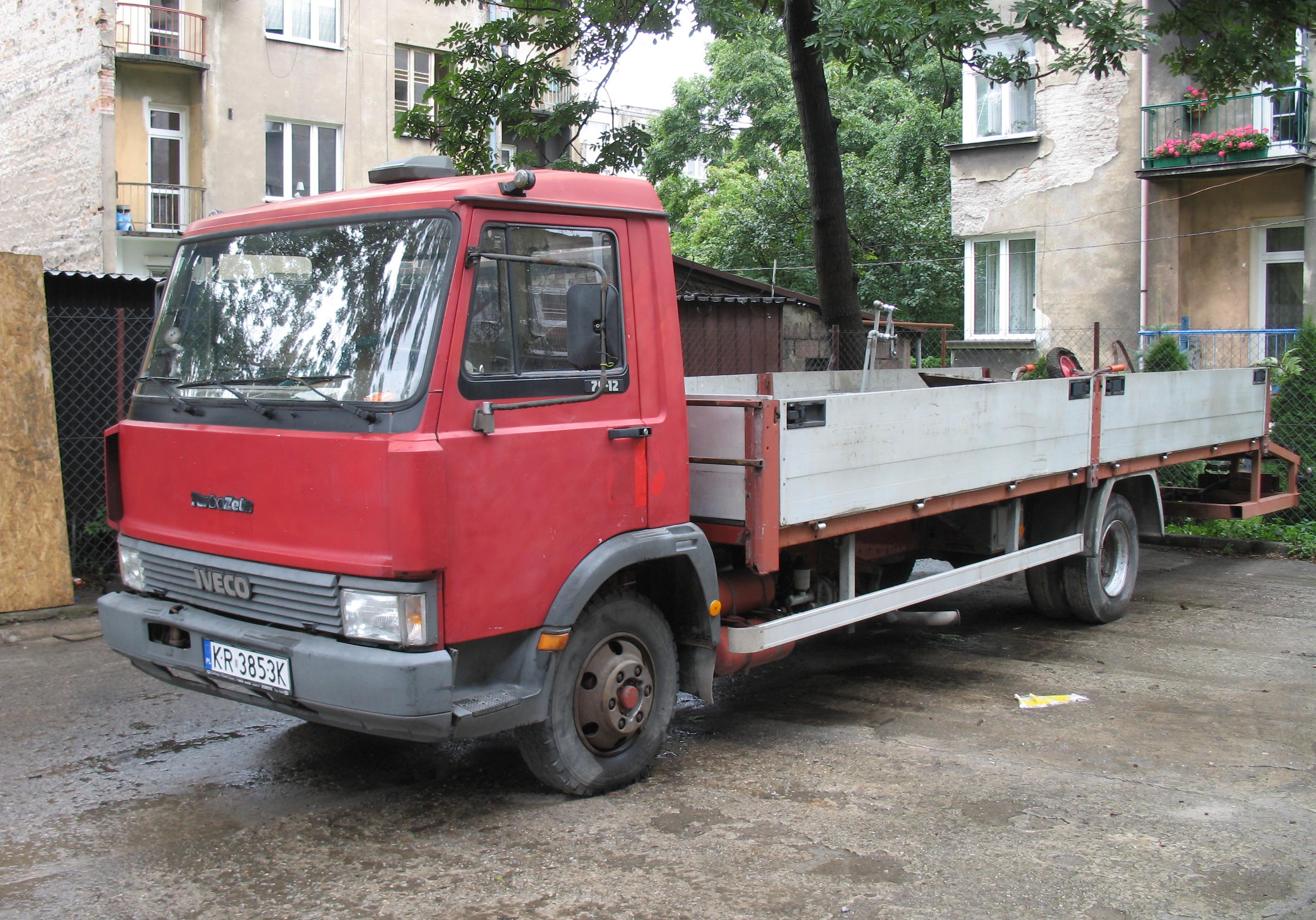
Iveco TurboZeta 79.12 w Krakowie

Oznaczenie modeli składa się z trzech lub czterech cyfr przedzielonych kropką. Pierwsze dwie cyfry oznaczają dopuszczalną masę całkowitą (DMC) bez przecinka, począwszy od 5,0 ton, rosnącą co około 0,5 tony. Cyfra bądź cyfry po kropce oznaczają przybliżoną moc maksymalną wyrażoną w KM. Przykładowo model 65.12 ma DMC 6,5 tony, o mocy maksymalnej około 120 KM.
Na początku lat 90. na podstawie umów licencyjnych produkcję Zety przeniesiono do zakładów Otoyol i Zastava Kamioni. Następcą tej serii stała się rodzina Iveco EuroCargo.